# Estadi de la Frontière
L'Estadi de la Frontière és un estadi luxemburguès de futbol a Esch-sur-Alzette. És la seu de l'equip Association Sportive La Jeunesse d'Esch, -club que juga a la Lliga luxemburguesa de futbol- i té una capacitat per a 5.090 persones.

## Partits internacionals
L'estadi de la Frontière acull partits internacionals de la selecció de futbol de Luxemburg.
| Data                   | oponent        | Puntuació | Competició                         | Afluència |
| ---------------------- | -------------- | --------- | ---------------------------------- | --------- |
| 21 de maig de 1927     | Anglaterra     | D 2-5     | Amistós                            | 3 789     |
| 22 d'octubre de 1972   | Turquia        | V 2-0     | Qualificacions Copa del Món Grup 2 | 3 960     |
| 23 d'octubre de 1979   | Suècia         | N 1-1     | Qualificacions Euro 1980 Grup 5    | 1 120     |
| 26 de març de 1980     | Uruguai        | D 0-1     | Amistós                            | 1 500     |
| 11 de març de 1984     | Turquia        | D 1-3     | Amistós                            | 8 000     |
| 17 de novembre de 1984 | RDA            | D 0-5     | Qualificacions Copa del Món Grup 4 | 1 179     |
| 2 de desembre de 1987  | Escòcia        | N 0-0     | Qualificacions Euro 1988 Grup 7    | 2 300     |
| 18 d'octubre de 1988   | Txecoslovàquia | D 0-2     | Qualificacions Copa del Món Grup 7 | 1 826     |
| 28 de març de 1990     | Islàndia       | D 1-2     | Amistós                            | 400       |